# Фаньсюнь
Фаньсюнь (кит. трад. 范尋, пиньинь Fàn Xún) — правитель Бапнома. 

## Биография
Полководец Фаньчжаня, убил Фаньчана.
Китайские источники утверждают, что он был миролюбивым, активно занимался строительством. Каждый день рано утром и в полдень он проводил общественные собрания по решению государственных вопросов.
В 240 году нашей эры он принял у себя двух представителей китайского императора. Кхмерские делегации отправлялись в Китай в период с 268 по 287 год.